# Telesport
TelesportだったルーマニアのRealitatea Media傘下に置くルーマニアのテレビチャンネル。2003年12月1日開局。2011年5月10日に閉局。